# トーマス・S・モンソン

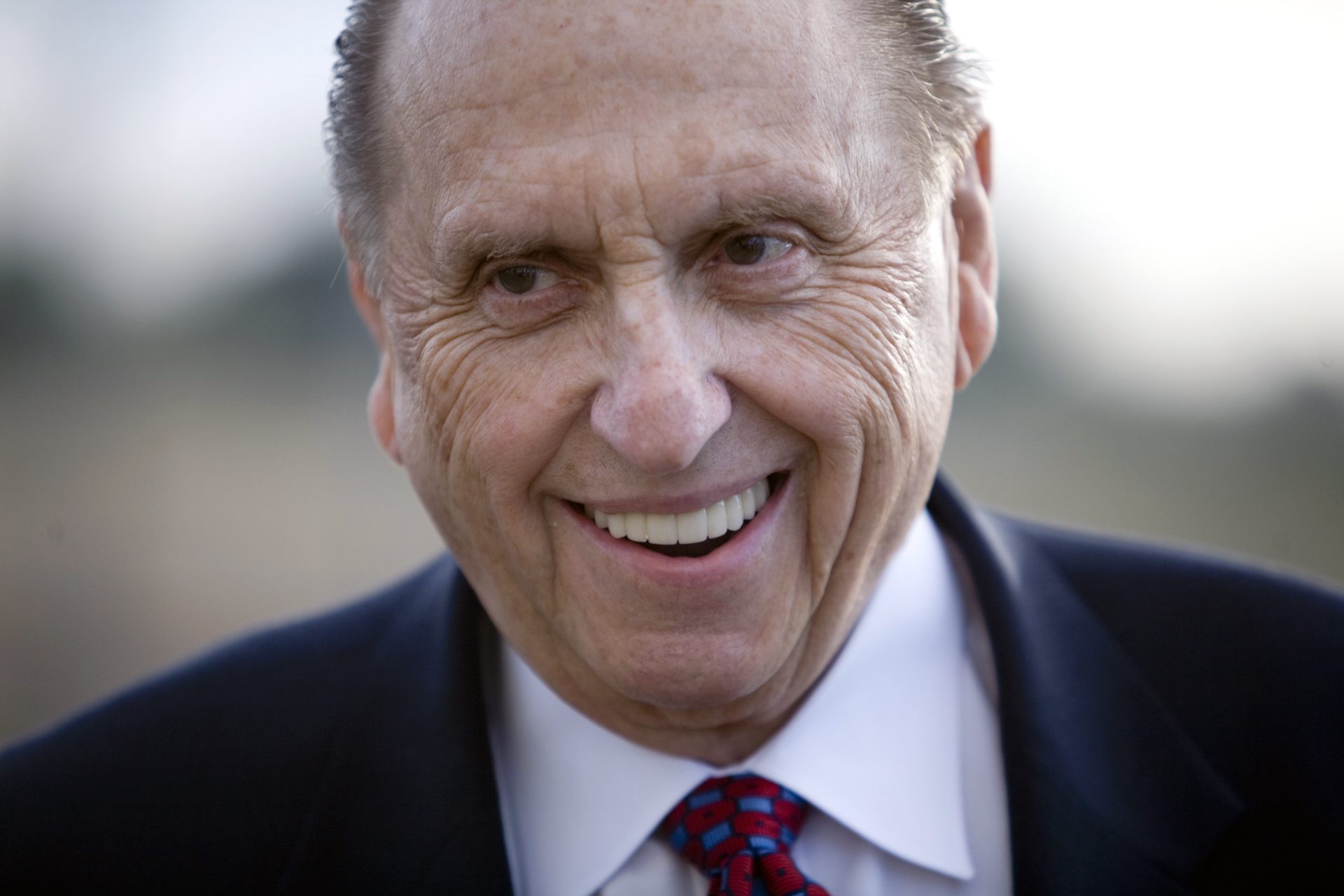
トーマス・S・モンソン

トーマス・スペンサー・モンソン（Thomas Spencer Monson、1927年8月21日 - 2018年1月2日）はアメリカ合衆国の宗教指導者、著者、第16代末日聖徒イエス・キリスト教会（LDS教会、またはモルモン教）の大管長である。同教会の信者はモンソンのことを、「預言者、聖見者（せいけんしゃ）、または啓示者」であると信じている。モンソンは、印刷会社で働いた経験があり、その後はほとんどの時間を、教会の指導部の職に従事し公共の場で奉仕するなどして過ごした。
モンソンは36歳のときLDS教会の使徒に聖任され、1995年3月12日から教会の大管長となった2008年2月3日までの間に、3人の大管長のもとで大管長会の顧問や使徒定員会会長として奉仕した。前大管長のゴードン・B・ヒンクレーが死去したため、モンソンがその地位を継承することとなった。
モンソンは4つの名誉博士号を授与された。ボーイスカウトアメリカ連盟のシルバー・バッファロー章、世界スカウト機構のブロンズ・ウルフ章、いずれも各組織の最高の賞である。モンソンはボーイスカウトアメリカ連盟の運営組織の全国執行委員会の一員であった。
モンソンは教会教育理事会会長であり、ロナルド・レーガンによりアメリカ合衆国大統領の民間イニシアチブのためのタスクフォースに任命された。1948年に、ソルト・レーク神殿でフランシス・ベバリー・ジョンソンと結婚し、その間に三人の子供を持った。妻のフランシス・モンソンは2013年5月17日に亡くなった。
2017年5月23日、LDS教会は、現在モンソンが、健康上の問題により、教会本部での集会に定期的に出席していないと発表した。
2018年1月2日午後10時、ユタ州ソルトレイクシティの自宅にて死去。90歳。

## 生い立ち
1927年8月21日、ソルトレイクシティで、両親のG・スペンサー・モンソンとグラディス・コンディー・モンソンの間に、六人兄弟の次男として生まれ、絆の強い家族の中で育った。モンソン家の近くには母親の親戚がたくさん住んでいたので、頻繁に親戚皆で旅行に行った。その頃近所にはメキシコ人が何人か住んでいたので、それが理由でメキシコ人やその文化を愛するようになったと後に語っている。彼はたびたび週末にグレインジャー市にある親戚の牧場で働くこともあった。10代の間は、父の経営する印刷会社で働いていた。
1940年から1944年まで、モンソンはソルトレイクシティの West High School で学び、1944年秋に、ユタ州立大学に入学した。そのころ、将来の伴侶であるフランシスに出会った。フランシスはソルトレイクの裕福な家の出身であった。彼女の父のフランズ・ジョンソンは、スイデンでモンソンの大叔父よりバプテスマを受けたという経緯もあり、モンソンとフランズの親交はすぐに深まることとなった。

## 初期のキャリア
1945年に、モンソンはアメリカ合衆国の海軍予備軍に入り、第二次世界大戦に参加することになっていた。訓練のため、カリフォルニア州のサンディエゴに送られたが、海外に派遣されるまえに、終戦を迎えた。その後、彼は予備軍に入ったまま、6ヶ月を過ごしたあと、またユタ州立大学に戻った。モンソンは経営管理を専攻して、学士号を取り優秀な成績で卒業した。1948年10月7日、21歳のとき、ソルト・レーク神殿でフランシス・ベバリー・ジョンソンと結婚した。そして彼女とのあいだにマス・リー、アン・フランシス、クラーク・スペンサーという3人の子供を持った。
大学卒業後、将校になることを目指して、再び海軍に入ることにした。しかし、入軍許可書を受け取ってまもなく、モンソンは地元の教会のビショップ(監督者)からビッショプリック(教会の指導責任者)に召された。両方の勤務時間が重なるため、海軍の仕事をしながら、ビッショプリックの責任を果たすのは不可能であった。そこで教会の使徒のハロルド・B・リーに相談したのち、入軍許可を断り、退職願を出すことを決めた。 そして朝鮮戦争が始まる直前、除隊することができた。6ヵ月後、モンソンはリーによりビショップに召された。リーは、「あのときモンソンが海軍に入っていたら、召されなかっただろう」と語っている。
モンソンは少しの間、ユタ州立大学で教授として働き、その後は新聞社に勤めた。最初、デゼレット・ニューズ・プレスに就職していた。

## 地元の教会の指導
1950年5月7日、22歳のモンソンはLDS教会のビショップになり、5年にわたって2つのワード（LDS教会のUNIT）を指導した。その前は、ワードの書記や若い男性相互改善協会の教育長として奉仕していた。当時のモンソンが指導したワードには1000人以上の教会員がいて、その中には85人の未亡人がいた。彼はビショップを引退した後も、定期的に彼女たちを訪問した。クリスマスの季節には、プレゼントとして、自らが育てたニワトリを持って行くこともあった。彼はこれらの未亡人すべての葬式に出向き、生前の話をした。
ビショップとして奉仕していた間に、ワードの中には朝鮮戦争に参加していた男性が23人いた。モンソンはその一人一人に毎週手紙を書き送った。そのおかげで、少なくとも一人が再び教会に通うようになった。そして、モンソンの指導により、そのワードの出席人数が4倍に増加した。1955年6月に、27歳のときソルト・レーク・テンプル・ビュー・ステーク会長のパーシ・K・フェッツァーの顧問として任命された。モンソンは、ユタ州のホリデイ市に引っ越すまで、ステーク会長会顧問として、そのステークの初等教会(プライメリ)、日曜学校、相互改善協会、スポーツの予算の管理をした。モンソンは、ホリデイ市で教会員に協力してもらい集会場を建てるよう、ワード建物委員会会長に任命された。
モンソンの指導により、フランス語で伝道する宣教師が初めてケベック州に派遣された。そして特に、オランダ、ドイツ、ポーランド、イタリア、ソビエト連邦、ハンガリーなどからの移民への伝道を指導していた。将来中央幹部の指導者になるジェコブ・デ・ジャガーは、その移民改宗者の一人であった。 当時、たくさんの教会員がユタに移動していたのだが、モンソンは、その移民改宗者がユタ州に移動するより、東カナダに留まるように、励ました。それは、教会がもっと知られるためであった。カナダにいる教会員たちを励ますために、そしてLDS教会がなくなっていくことがないことをみんなに認めてもらい、見込みのある改宗者をよりよく勧誘できるように、大規模な集会場建築プロジェクトに取り組んでいた。その時まで、ほとんどの支部が部屋を借りて、集会を開いていた。
モンソンが熱心に奉仕した結果、1960年8月14日、トロント・ステークが組織された。しかし、伝道部の支部のほとんどは、そのままであった。
オンタリオには1990年、トロントに神殿が建てられた。モンソンは大管長会顧問として、その神殿の奉献式に参加した。

## 帰郷
カナダから戻って間もなく、モンソンはホリデイ市のバリー・ビュー・ステーク大評議会員として召された。2か月後には9つのステーク伝道部を管理していた。そのうちの8つは、ソルトレイクシティやその東にある郊外にあり、もう1つはヒーバー市のワサッチ・ステークにあった。同じ時期に、モンソンは教会の神権系譜委員会に加わり、のちに神権ホームティーチ委員会にも加わった。
モンソンは、再びデゼレット・ニューズで働き始め、次長として勤務していた。新聞社に勤めていたが、印刷とは無関係の仕事ばかりであった。1か月後、ゼネラルマネージャーとなった。当時、ミシシッピ川の西にアメリカ最大の印刷工場があった。モンソンは使徒として任命される1963年まで、この役職に就いていた。

## 使徒としての働き
モンソンは1963年の10月4日に、総大会で12使徒定員として教会員に支えられた。1963年10月10日に、ジョセフ・フィルディング・スミスにより、聖任された。
1965年から1968年までの間、モンソンは南太平洋とオーストラリアの教会を管理していた。その間に、トンガでの最初のステークを組織した。
仕事の経験があったので、KSL NewsradioやBonneville Internationalなど、様々な教会の活動の管理を手伝っていた。彼は、LDS教会のキングジェームズ聖書を出版した聖典出版委員会会長であり、教会の標準聖典を修正したり、ガイドや、参考聖句を入れるなどしていた。そして、教会印刷諮問委員会、宣教師管理委員会、相互福士委員会にも参加していた。使徒として奉仕しながらも、自らも勉強を続け、1974年に経営学の修士号を取ってBrigham Young Universityを卒業した。
のちに、モンソンは東ヨーロッパの教会運営を管理し、ソビエト圏で教会を組織できるように様々な助けを受けた。1982年に東ドイツでの最初のステークを組織していて、東ドイツのフライベルクで神殿を建てる許可を得られるように、大事な役割を果たした。その神殿は1985年に完成した。

## 大管長会
1985年、教会大管長のスペンサー・W・キンバルが死去した後、新しく大管長として任命されたエズラ・タフト・ベンソンはヒンクレーとモンソンを顧問として選んだ。ベンソンの後継者のハワード・W・ハンター大管長の顧問として奉仕した。ハンターが死去後、ヒンクレーが大管長になり、モンソンが第一顧問とて奉仕することになった。2008年1月27日のヒンクレー大管長の死去まで、大管長会顧問として奉仕すると同時に、12使徒定員会会長として奉仕した。その間、ボイド・K・パッカーが代行会長として働いていた。
2008年2月3日にモンソンは大管長となった。彼は顧問として、ヘンリー・B・アインリングとディーター・F・ウックトドルフを選んだ。モンソンが生まれた頃、教会員は世界中に650,000人いて、ほとんどがアメリカの西の方に住んでいたのだが、大管長になったときには13,000,000人を超え、その大多数がアメリカ以外に住んでいた。2012年10月31日の時点で、モンソンが発表した31棟の神殿が建設中または計画中であった。
ジョージ・W・ブッシュ大統領がユタ州を訪れたとき、モンソンとその顧問たちは大統領と会った。2009年7月20日、モンソンと12使徒のダリン・H・オークス長老は共に、バラク・オバマ大統領とハリー・リード上院議員に会い、オバマの家族歴史の記録が乗っている5冊の書物を贈った。オバマ大統領が2015年にユタ州を訪問した際、集会を開き、アインリングやウックトドルフに会ったのだが、モンソンは出席しなかった。教会代表者はその理由を、その次の週末に行われる教会の総大会に体力を保っておくためだと語っている。